# Воинручей
Воинручей — ручей в России, протекает по территории Сосновецкого сельского поселения Беломорского района Республики Карелии. Длина ручья — 17 км.
Ручей берёт начало из болота без названия на высоте 56 м над уровнем моря.
Течёт преимущественно в северном направлении по заболоченной местности.
Ручей в общей сложности имеет 12 притоков суммарной длиной 14 км.
Втекает на высоте 26 м над уровнем моря в реку Нижний Выг.
Населённые пункты на ручье отсутствуют.
Код объекта в государственном водном реестре — 02020001312202000004980.